# ウベルランジアEC
ウベルランジア・エスポルチ・クルーベ（ポルトガル語: Uberlândia Esporte Clube）は、ブラジル・ミナスジェライス州ウベルランジアを本拠地とするサッカークラブ。

## 概要
1922年創設。ホームスタジアムはエスタジオ・ムニシパウ・パルケ・ド・サビア。緑色と白色がクラブカラーである。愛称はVerdão、Furacão Verde da Mogiana。

## タイトル
- カンピオナート・ブラジレイロ・セリエB: 1984
- カンピオナート・ミネイロ2部:1962, 1999, 2015
- タッサ・ミナスジェライス: 2003